# Мик Карн
Мик Карн (англ. Mick Karn, наст. имя — Антоний (Энтони) Микаэлидис (греч. Αντώνης Μιχαηλίδης, англ. Andonis (Antony) Michaelides); 24 июля 1958, Никосия, Британский Кипр — 4 января 2011, Лондон, Великобритания) — британский рок-музыкант греко-киприотского происхождения, автор песен, бас-гитарист группы Japan, а также скульптор. После распада Japan в 1982 году занимался сольным творчеством, сотрудничал с различными коллективами и музыкантами.

## Биография

### Ранние годы
Антоний Микаэлидис родился 24 июля 1958 года в городе Никосия на острове Кипр, который тогда входил в состав Британской империи. Когда ему было 3 года, его семья переехала в Лондон. В возрасте 7 лет он начал играть на губной гармонике, а с 11 лет — на скрипке. Затем он начал играть на фаготе и в октябре 1972 года стал участником Лондонского школьного симфонического оркестра (англ. London School Symphony Orchestra). Однажды, когда он возвращался домой с одного из концертов, у него украли фагот. Школа отказалась приобретать для него новый, и тогда Антоний купил за 5 фунтов бас-гитару у своего школьного друга.

### В группеJapan

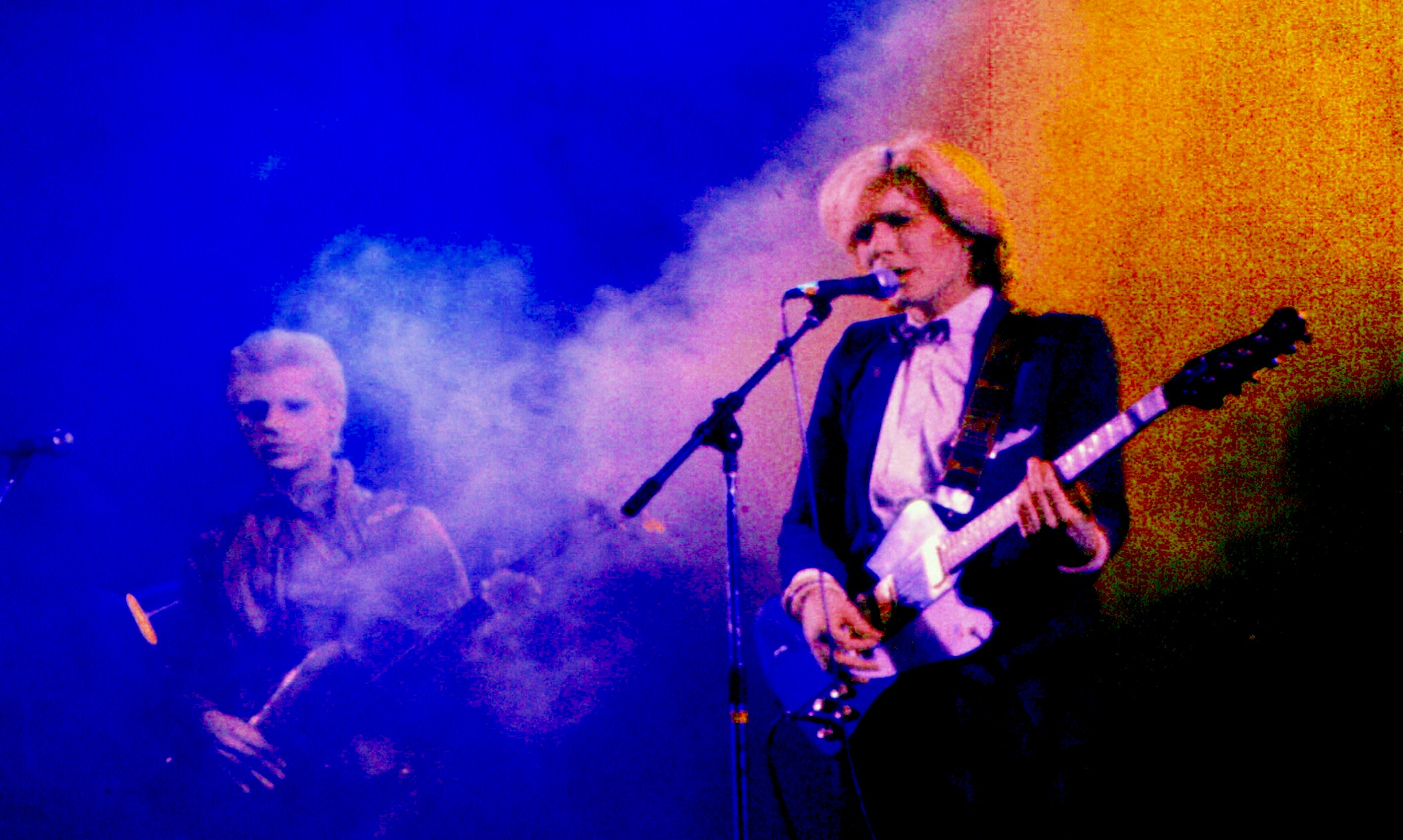
Мик Карн и Дэвид Силвиан. Выступление Japan в Торонто 24 ноября 1979 года

В 1974 году Антоний Микаэлидис, взявший себе псевдоним Мик Карн, вместе со своим одноклассником из Catford Boys' School Дэвидом Силвианом (наст. имя — Дэвид Алан Бэтт) и его младшим братом Стивом Джансеном (наст. имя — Стивен Бэтт) создали свою рок-группу. Первоначально группа не имела названия, и перед первым живым выступлением Дэвид Силвиан предложил временное название Japan, которое вскоре стало постоянным. Изначально вокалистом был Мик Карн, Стив Джансен играл на барабанах, а Дэвид Силвиан был бэк-вокалистом и гитаристом. Однако перед выступлением группы на свадьбе брата Мика Карна 1 июня 1974 года Мик сказал Дэвиду, что забыл текст песен, и попросил Дэвида, автора этих песен, исполнить их — с тех пор вокалистом группы стал Дэвид Силвиан. В конце 1975 года окончательно формируется состав группы, и с 1976 года она начинает регулярно выступать, исполняя глэм-рок, похожий на музыку Дэвида Боуи, New York Dolls и Roxy Music. В 1977 году, после заключения контракта с западногерманским лейблом Ariola Hansa (Hansa Records), группа записывает дебютный альбом Adolescent Sex. Альбом не увенчался успехом в Великобритании, зато принёс группе большую известность в Японии — та же судьба ждала их следующий альбом Obscure Alternatives.
В 1979 году в сотрудничестве с диско-продюсером Джорджо Мородером группа записывает сингл Life in Tokyo, который стал отправной точкой в переходе группы от глэм-рока к синти-попу. Группа также отказалась от глэм-имиджа. В частности, Мик Карн перестал носить длинные красные волосы. 4 января 1980 года альбом Quiet Life выходит в Великобритании, где занимает 53 место в чарте. Весной 1980 года был записан и издан сингл с песней I Second That Emotion, написанной Смоки Робинсоном и Альфредом Кливлендом в 1967 году. После этого группа Japan переходит с лейбла Ariola Hansa на Virgin Records, где в августе 1980 году начинается запись альбома Gentlemen Take Polaroids. Одноимённый сингл вышел 10 октября 1980 года и достиг позиции #60 в UK Singles Chart, став первым синглом группы, попавшим в британский чарт. Альбом был выпущен 24 октября, занял 51 место в чарте и в 1986 году альбом был сертифицирован BPI как «золотой».
Помимо музыки, в то время Мик Карн также занимался изготовлением скульптур, первые выставки которых прошли в конце 1980 года в Лондоне и Токио.
Записанный летом 1981 года альбом Tin Drum вышел 13 ноября 1981 года и стал самым успешным студийным альбомом группы, заняв 12 место в британском хит-параде и получив «золотой» статус от BPI в 1982 году. Однако различные интервью в прессе содержали намёки на возможный распад группы, так как между участниками группы усугубились творческие и личные разногласия. В частности, становится известно о том, что отношения между Силвианом и Карном испортились из-за того, что подруга Мика Карна — японский фотограф Юка Фудзи (англ. Yuka Fujii) — ушла от него к Дэвиду Силвиану.
|  | Быть в центре всего этого было очень сложно. Закулисное напряжение в туре было невероятным. У Мика довольно сильное эго. В те дни он был очень настойчивым в том, что он хотел сделать. Во время записи Tin Drum он начал строит планы на запись сольного альбома, и Дэйв не был этому рад. И между ними сразу же обострилась проблема с подружкой. Мик никогда не справлялся с этими проблемами. Я не думаю, что и ты смог быБарабанщик группы Japan Стив Джансен в интервью газете The Observer, 2005 |

Последнее выступление группы Japan состоялось 16 декабря 1982 года в Нагое.

### Сольная карьера и сессионная деятельность
Карн играл на бас-гитаре и саксофоне в десятке лучших песен Гэри Ньюмана «She’s Got Claws» 1981 года и треках в родительском альбоме песни Dance. В ноябре 1982 года Карн выпустил свой первый сольный альбом Titles, как раз когда Japan объявили о своём расколе. В 1982 году Карн написал материал с гитаристом и писателем Майклом Финбарром Мерфи Для Heatwave, Аланом Мерфи и Дайаной Росс. Летом 1982 года они дали несколько скромных концертов в Лондоне, затем каждый пошёл в своём направлении. В 1983 году он сотрудничал с Мидж Уре в британском топе 40 синглов «After a Fashion», а в 1984 году он сформировал Dalis Car с Питером Мерфи. Дуэт выпустил один альбом, The Waking Hour, в конце 1984 года. В 1990-х годах он работал с художником Дэвидом Торном, Энди Райнхартом и рядом японских музыкантов, а также сформировал многонациональную группу new wave — NiNa. В последнее время работал сольно.
Карн участвовал в записи других артистов, играя на бас-гитаре для мини-LP Билла Нельсона «Chimera», на бас-гитаре и саксофоне в альбоме Гэри Ньюмана «Dance» 1981 года, а также играл с Кейт Буш и Джоан Арматрейдинг. В 1990-х годах он основал лейбл Medium Productions вместе со Стивом Янсеном и Ричардом Барбьери, двумя его бывшими коллегами по Japan, и Деби Зорнес (управление лейблом и координация деятельности артистов). В 2006 году Карном и Деби Зорнес был создан MK Music, и начиная с 2006 года, в трёх выпусках, все релизы, включая автобиографию, имеют логотип MK Music.
В 2001 году Карн начал работать с Готой Ясики, Вивиан Сюй, Масахидэ Сакумой и Масами Цутией в группе The d.e.p., или проекте «собачьи угри». В 2001 году он работал с Полом Вонгом над его релизом «Yellow Paul Wong». Карн покинул Лондон в 2004 году, чтобы жить на Кипре со своей женой и сыном, что позволило ему продолжать работать и музыкантом, и художником. В 2009 году Мик Карн также выпустил свою автобиографию под названием «Japan & Self Existence», доступную через его веб-сайт и Лулу, в которой подробно описывается его музыкальная карьера, его интересы в скульптуре и живописи, его детство, отношения и семья.
30 августа 2010 года Питер Мерфи сообщил в своём личном профиле на Facebook через видеосообщение (впоследствии удалённое / скрытое), что он собирается воссоединиться с Карном в течение недели в Лондоне, возможно в ноябре, чтобы начать писать и записывать второй альбом Dalis Car. Мерфи также добавил, что впервые они увидят друг друга с 1983 года. Однако проект был прерван, так как недавно Карну был поставлен диагноз «рак». После его смерти пять треков, которые они записали, были выпущены 5 апреля 2012 года как EP под названием InGladAloneness. Треки были смикшированы Стивом Янсеном, мастером которого стал Питер Снаппер в Стамбуле, а рисунок для EP был создан Томасом Баком с картиной Ярослава Куковского.

### Музыкальный стиль
Карн был, по сути, музыкантом-самоучкой, который заявлял: «Я очень полагаюсь на свой слух. Если это звучит так, как будто это правильно, то я сохраню это, даже если что-то не так». Его первым музыкальным инструментом был фагот, с которым он посещал и проходил прослушивание LSSO. После того, как фагот был украден у Карна, он купил бас-гитару за 5 фунтов стерлингов. Именно тогда он присоединился к Дэвиду Бэтту (Дэвиду Сильвиану), который играл на акустической гитаре.
Карн был главным басистом в Japan, но также играл на всех духовых инструментах, включая саксофон; на оловянном барабане он исполнил китайскую суону (обозначенную как «дида») за аутентичный восточный звук. Использование Карном безладовой бас-гитары, относительно необычного инструмента в современной популярной музыке, производит характерный звук и стиль игры, что делает его игру узнаваемой сразу.
Карн играл на басу Travis Bean с алюминиевым грифом во всех альбомах Japan, вплоть до Gentlemen Take Polaroids. В 1981 году он перешёл на бас-гитары Wal, купив два инструмента Mark I, один с редкой африканской облицовкой из тюльпанового дерева, а другой — с вишнёвой декой. Карн записал последний студийный Japan альбом Tin Drum с Wal и продолжал использовать их вместе с безголовым Klein K Bass

### Скульптура и живопись
Карн был скульптором-самоучкой, работавшим, в основном, с глиной, хотя он исследовал другие среды. Он провёл несколько выставок. Также рисовал маслом и экспериментировал с использованием керамики на холсте для создания 3D-эффекта. Он был сфотографирован в начале 1980-х годов Стивом Янсеном. Несколько его картин были использованы в качестве обложек для его музыки, включая «Bouy» и «The Concrete Twin». Его скульптура «Маска доверия», сочетающая руки, верхнюю часть туловища и лицо фотографа Юки Фудзии, использовалась в качестве обложки для внутреннего альбома «Острова Каджагугу». Карн, находящийся под влиянием китайской съедобной народной скульптуры, датируемой тысячелетиями, также экспериментировал с дизайном и созданием съедобных портретов в натуральную величину, некоторые из которых были продемонстрированы в его ресторане «The Penguin Cafe». Карн сказал: «В середине 80-х произошли определённые изменения в стиле, когда я прекратил использовать самозастывающую глину и начал лепить из самой обычной глины. Находя её гораздо более податливой, куски можно обрабатывать в большем масштабе и без необходимости, как и ранее, фокусироваться на мелких деталях». Он продолжал лепить всю свою жизнь.

### Образование
Карн получил два диплома по психотерапии в колледже в Западном Лондоне, что дало ему право называть себя «членом Ассоциированных консультантов по стрессу, психотерапии, регрессии и гипноанализа».

### Болезнь и смерть
В июне 2010 Карн объявил на своём веб-сайте, что у него обнаружен рак на последней стадии. По словам Дэвида Торна, Мик Карн проходил химиотерапию. 4 января 2011 года Мик Карн скончался в своём доме в Лондоне. Закрытая церемония прощания и похороны состоялись 17 января 2011 года в Западном Лондоне.

## Сольная дискография

### Студийные альбомы
- 1982 — Titles
- 1987 — Dreams of Reason Produce Monsters (с Дэвидом Силвианом)
- 1993 — Bestial Cluster
- 1994 — Polytown as (с Дэвидом Торном и Терри Боццио)
- 1995 — The Tooth Mother
- 1995 — Liquid Glass (с Ёсихиро Ханно)
- 2001 — Each Eye a Path
- 2003 — Each Path a Remix
- 2004 — More Better Different
- 2006 — Three Part Species
- 2009 — The Concrete Twin

### Мини-альбомы
- 2005 — Love’s Glove
- 2006 — Of & About

### Синглы
- 1982 — Sensitive
- 1983 — After A Fashion (с Миджем Юром)
- 1987 — Buoy (с Дэвидом Силвианом)
- 2003 — The Jump
- 2010 — Missing Link (c Sugizo)